# 45-я лыжная бригада
45-я отдельная лыжная бригада — лыжное соединение РККА ВС СССР в Великой Отечественной войне

## История бригады
Сформирована 9 сентября 1942 года на Калининском фронте из бойцов 360-й стрелковой дивизии (200 человек), 145-й стрелковой дивизии (150 человек), 358-й стрелковой дивизии (130 человек), 334-й стрелковой дивизии (125 человек), 332-й стрелковой дивизии (75 человек), 47-й стрелковой дивизии (50 человек), из отдельных стрелковых батальонов 907 человек, 70 — из резерва младшего командующего состава.
С 20.12.1942 года принимает участие в Великолукской операции, развернувшись на рубеже опорных пунктов (Федьково, Марково), и с 24.12.1942 года отражая третью попытку деблокады вражеского гарнизона в Великих Луках. C 16.01.1943 года — в наступлении с целью уничтожения деблокирующей группировки.
Весной 1943 года участвовала в Ржевско-Вяземской операции.
21.05.1943 года расформирована, остатки личного состава влиты в 33-ю стрелковую дивизию

## В составе
- Калининский фронт, 4-я ударная армия — с момента формирования.
- Калининский фронт, 3-я ударная армия — с 20.12.1942 года.
- Калининский фронт, 4-я ударная армия — на 01.02.1943 года.
- Калининский фронт, 22-я армия — на 01.03.1943 года.
- Калининский фронт, фронтовое подчинение — на 01.04.1943 года.
- Северо-Западный фронт, 22-я армия — на 01.05.1943 года.

## Состав
- управление
- отдельные стрелковые батальоны

## Командование бригады
Командиры:
- Серебряков, Анатолий Иванович (02.10.1942 — 01.02.1943), подполковник;
- Ширяев, Андрей Александрович (01.02.1943 — 21.05.1943), полковник.

Начальники штаба:
- Геращенко, Сергей Николаевич (12.09.1942 — 13.05.1943), майор, подполковник.